# Млодохув
Млодохув (пол. Młodochów) — село в Польщі, у гміні Ґавлушовиці Мелецького повіту Підкарпатського воєводства.
Населення — 298 осіб (2011).
У 1975-1998 роках село належало до Ряшівського воєводства.

## Демографія
Демографічна структура станом на 31 березня 2011 року:
|          | Загалом | Допрацездатний вік | Працездатний вік | Постпрацездатний вік |
| -------- | ------- | ------------------ | ---------------- | -------------------- |
| Чоловіки | 140     | 42                 | 86               | 12                   |
| Жінки    | 158     | 40                 | 79               | 39                   |
| Разом    | 298     | 82                 | 165              | 51                   |